# Plagiolepis nitida
Plagiolepis nitida är en myrart som beskrevs av Vladimir Aphanasjevich Karavaiev 1935. Plagiolepis nitida ingår i släktet Plagiolepis och familjen myror. Inga underarter finns listade i Catalogue of Life.